# Periclimenes calmani
Periclimenes calmani är en kräftdjursart som beskrevs av Tattersall 1921. Periclimenes calmani ingår i släktet Periclimenes och familjen Palaemonidae. Inga underarter finns listade i Catalogue of Life.